# بئر إنزران
بئر انزران هي جماعة قروية في إقليم وادي الذهب بجهة الداخلة وادي الذهب، في الأقاليم الجنوبية المغربية، وبلغ عدد سكانها 6244 نسمة، حسب الإحصاء العام للسكان والسكنى لسنة 2014.
يقع مركز الجماعة على الطريق الوطنية رقم 1 بين بوجدور والداخلة.

## الاقتصاد والفلاحة
جماعة بئر انزران هي جماعة في طور النمو وتم إطلاق عدة مشاريع بها، وستتوفر مستقبلا على محطة لتحلية مياه البحر ومحطة للطاقة الريحية بقدرة 60 ميغاواط وشبكة للري بقدرة إنتاجية تناهز 37 مليون متر مكعب في السنة، من أجل ري 5 آلاف هكتار وإنتاج المياه الصالحة للشرب لفائدة جهة الداخلة وادي الذهب.
أبرز نشاط اقتصادي حالياً في جماعة بئر انزران هو الصيد البحري، ومن بين أشهر قرى الصيد في المنطقة هي قرية الصيد إيمطلان.